# 王亚非
王亚非（1955年4月—），男，汉族，安徽凤台人，中华人民共和国出版工作者。安徽大学英语专业毕业。

## 生平
1974年4月参加工作，1976年6月加入中国共产党。
2004年2月，任安徽省商务厅副厅长、党组成员。2005年10月，任安徽出版集团有限责任公司党委书记、总裁。
2008年，当选第十一届全国人民代表大会安徽地区代表。2013年，当选第十二届全国人民代表大会安徽地区代表。
2017年3月20日，安徽出版集团有限责任公司原党委书记，董事长王亚非涉嫌严重违纪，接受组织审查。